# Todesgrüße aus Havanna
Todesgrüße aus Havanna ist ein Actionthriller von Buzz Kulik aus dem Jahr 1987.

## Handlung
Annie arbeitet Ende der 1970er Jahre als Agentin für die CIA, sie wird in Kuba eingesetzt. Dort beobachtet sie Louis Malarin, einen engen Mitarbeiter von Fidel Castro, in den sie sich verliebt. Sie wird verhaftet und wird daraufhin von ihrem Kollegen Vic Pena in einer waghalsigen Aktion befreit.
Annie lebt Jahre später in Los Angeles, sie ist inzwischen verheiratet. Ihr Ehemann weiß nichts über ihre Vergangenheit. Die CIA bittet Annie um Hilfe bei der Rettung des inhaftierten Vic Pena. Sie reist erneut nach Kuba, wo sie Pena befreit. Später stellt sie jedoch fest, dass Pena als doppelter Agent für den russischen Geheimdienst tätig ist.

## Kritiken
- The New York Times schrieb, der Thriller beweise, Kate Capshaw sei eine fähige Schauspielerin. Er beweise aber auch, eine gute Idee reiche nicht aus, wenn das Drehbuch dürftig sei.[1]